# یاسر سوباشی
یاسر سوباشی (انگلیسی: Yasir Subaşı؛ زادهٔ ۱ ژانویهٔ ۱۹۹۶) بازیکن فوتبال اهل ترکیه است.
از باشگاه‌هایی که در آن بازی کرده‌است می‌توان به باشگاه فوتبال قیصریه‌اسپور اشاره کرد.
وی همچنین در تیم ملی فوتبال جوانان ترکیه بازی کرده‌است.